# Heinrich Lenz
Heinrich Friedrich Emil Lenz (em russo:  Эмилий Христианович Ленц; Tartu, 12 de fevereiro de 1804 — Roma, 10 de fevereiro de 1865) foi um físico estoniano de etnia alemã. O símbolo {\displaystyle L}, representação convencional de indutância, é escolhido em sua memória. É notavelmente citado por formular a Lei de Lenz.

## Biografia
Após completar o ensino médio em 1820, Lenz estudou química e física na Universidade de Tartu. Viajou com o navegador Otto von Kotzebue em sua terceira expedição à volta do mundo entre 1823 e 1826. Durante a viagem, Lenz estudou as condições climatéricas e as propriedades físicas da água do mar. Os resultados foram publicados em "Memórias da Academia de Ciências de São Petersburgo" (1831).
Após a viagem, Lenz começou a trabalhar na Universidade Estatal de São Petersburgo, onde mais tarde viria a servir como reitor de matemática e física de 1840 à 1863 e também foi Reitor de 1863 até sua morte em 1865. Lenz também lecionou na Saint Peter's School em São Petersburgo entre 1830 e 1831, além de também na Academia Militar Mikhaulovskaya.
Ganhou fama por ter formulado a lei de Lenz em 1833. Além da lei nomeada em sua honra, Lenz também formulou a lei de Joule em 1842, para honrar seus esforços nesta problemática, também é dada a esta lei o nome de "Lei Joule-Lenz", nomeando também James Prescott Joule.

## Lei de Lenz
A relação entre o sentido da corrente elétrica induzida em um circuito fechado e o campo magnético variável que a induziu foi estabelecida pelo físico russo-estoniano Heinrich Lenz. Ele observou que a corrente elétrica induzida produzia efeitos opostos a suas causas. Mais especificamente, Lenz estabeleceu que o sentido da corrente elétrica induzida é tal que o campo magnético criado por ela se opõe à variação do campo magnético que a produziu. Em outras palavras, para gerar uma corrente induzida, é necessário gastar energia.

## Outras contribuições notáveis
Lenz participou ativamente no desenvolvimento de tecnologias de galvanização, inventadas por seu amigo e colega de trabalho Moritz von Jacobi. Em 1839, Lenz participou da produção de diversas medalhas através da técnica de galvanoplastia. Juntamente com a produção de relevos galvanoplásticos idealizados por Jacobi no mesmo ano, estas foram as primeiras instâncias da escultura em galvanoplastia.

## Morte
Lenz viajou para a Itália em Agosto de 1864 por razões médicas, morreu em 10 de fevereiro de 1865 após sofrer uma hemorragia intracerebral, em Roma.

## Homenagens
Uma pequena cratera lunar é batizada em sua homenagem, a Cratera Lenz se localiza no lado oculto da Lua.